# 松尾佑介
松尾 佑介（まつお ゆうすけ、1997年7月23日 - ）は、埼玉県川口市出身のプロサッカー選手。Jリーグ・浦和レッズ所属。ポジションはミッドフィールダー、フォワード。

## 来歴
戸塚フットボールジュニアクラブでサッカーを始め、中学校年代からは浦和レッズのアカデミーに所属した。
仙台大学では、1年次からレギュラーとしてプレー。4年次の2019年6月、2020年から横浜FCへの加入が内定した。同月21日に特別指定選手に承認された。同月29日、J2第20節・ファジアーノ岡山戦でJリーグデビューした。8月4日、第26節、アビスパ福岡戦でプロ初ゴールを決めた。11月17日、第41節のファジアーノ岡山戦では決勝ゴールを決めてJ1昇格に王手をかける勝利に貢献した。
2020年8月15日、第10節の湘南ベルマーレ戦でJ1初ゴールを決めた。9月26日、第19節の浦和レッズ戦ではアカデミー時代に過ごした古巣から2得点を決めた。
2021年12月28日、かつてアカデミー時代を過ごした浦和レッズに完全移籍で加入することが発表された。
2022シーズンは、主に1トップや左サイドで定位置を掴み、公式戦40試合出場11ゴール7アシストとチームのエースとして活躍した。
2023年1月30日、ベルギー1部のKVCウェステルローへ期限付き移籍することが発表された。
2024年1月13日、浦和レッズへの復帰が発表された。

## プレースタイル
スピードとキレのあるドリブルが武器。

## 所属クラブ
- 2004年 - 2009年 戸塚フットボールジュニアクラブ（川口市立戸塚東小学校）
- 2010年 - 2012年 浦和レッズジュニアユース（さいたま市立桜木中学校）
- 2013年 - 2015年 浦和レッズユース（さいたま市立大宮西高等学校）
- 2016年 - 2019年 仙台大学
  - 2019年6月 - 同年12月  横浜FC（特別指定選手）
- 2020年 - 2021年  横浜FC
- 2022年 -  浦和レッズ
  - 2023年1月 - 2024年1月  KVCウェステルロー（期限付き移籍）

## 個人成績
| 国内大会個人成績 | 国内大会個人成績 | 国内大会個人成績 | 国内大会個人成績 | 国内大会個人成績 | 国内大会個人成績 | 国内大会個人成績 | 国内大会個人成績 | 国内大会個人成績 | 国内大会個人成績 | 国内大会個人成績 | 国内大会個人成績 |
| 年度             | クラブ           | 背番号           | リーグ           | リーグ戦         | リーグ戦         | リーグ杯         | リーグ杯         | オープン杯       | オープン杯       | 期間通算         | 期間通算         |
| 年度             | クラブ           | 背番号           | リーグ           | 出場             | 得点             | 出場             | 得点             | 出場             | 得点             | 出場             | 得点             |
| 日本             | 日本             | 日本             | 日本             | リーグ戦         | リーグ戦         | リーグ杯         | リーグ杯         | 天皇杯           | 天皇杯           | 期間通算         | 期間通算         |
| ---------------- | ---------------- | ---------------- | ---------------- | ---------------- | ---------------- | ---------------- | ---------------- | ---------------- | ---------------- | ---------------- | ---------------- |
| 2019             | 仙台大           | 10               | -                | -                | -                | -                | -                | 2                | 0                | 2                | 0                |
| 2019             | 横浜FC           | 37               | J2               | 21               | 6                | -                | -                | -                | -                | 21               | 6                |
| 2020             | 横浜FC           | 37               | J1               | 20               | 7                | 1                | 0                | -                | -                | 21               | 7                |
| 2021             | 横浜FC           | 37               | J1               | 30               | 3                | 3                | 0                | 0                | 0                | 33               | 3                |
| 2022             | 浦和             | 11               | J1               | 25               | 4                | 4                | 1                | 2                | 0                | 31               | 5                |
| ベルギー         | ベルギー         | ベルギー         | ベルギー         | リーグ戦         | リーグ戦         | リーグ杯         | リーグ杯         | ベルギー杯       | ベルギー杯       | 期間通算         | 期間通算         |
| 2022-23          | ウェステルロー   | 79               | ジュピラー       | 14               | 0                | -                | -                | -                | -                | 14               | 0                |
| 2023-24          | ウェステルロー   | 79               | ジュピラー       | 15               | 0                | -                | -                | 1                | 0                | 16               | 0                |
| 日本             | 日本             | 日本             | 日本             | リーグ戦         | リーグ戦         | リーグ杯         | リーグ杯         | 天皇杯           | 天皇杯           | 期間通算         | 期間通算         |
| 2024             | 浦和             | 24               | J1               | 22               | 4                | 0                | 0                | -                | -                | 22               | 4                |
| 通算             | 日本             | 日本             | J1               | 97               | 18               | 8                | 1                | 2                | 0                | 107              | 19               |
| 通算             | 日本             | 日本             | J2               | 21               | 6                | -                | -                | -                | -                | 21               | 6                |
| 通算             | 日本             | 日本             | 他               | -                | -                | -                | -                | 2                | 0                | 2                | 0                |
| 通算             | ベルギー         | ベルギー         | ジュピラー       | 29               | 0                | -                | -                | 1                | 0                | 30               | 0                |
| 総通算           | 総通算           | 総通算           | 総通算           | 147              | 24               | 8                | 1                | 5                | 0                | 160              | 25               |

- 2019年は特別指定選手

| 国際大会個人成績 | 国際大会個人成績 | 国際大会個人成績 | 国際大会個人成績 | 国際大会個人成績 | FIFA      | FIFA      |
| 年度             | クラブ           | 背番号           | 出場             | 得点             | 出場      | 得点      |
| AFC              | AFC              | AFC              | ACL              | ACL              | クラブW杯 | クラブW杯 |
| ---------------- | ---------------- | ---------------- | ---------------- | ---------------- | --------- | --------- |
| 2022             | 浦和             | 11               | 9                | 6                | -         | -         |
| 2025             | 浦和             | 24               | -                | -                | 3         | 1         |
| 通算             | AFC              | AFC              | 9                | 6                | 3         | 1         |

出場歴
- Jリーグ初出場 - 2019年6月29日 J2第20節 vsファジアーノ岡山（ニッパツ三ツ沢球技場）
- Jリーグ初得点 - 2019年8月4日 J2第26節 vsアビスパ福岡 （レベルファイブスタジアム）

## タイトル

### クラブ
浦和レッズ
- スーパーカップ：1回（2022年）